# داستی رودز
داستی رودز (انگلیسی: Dusty Rhodes; ۱۱ اکتبر ۱۹۴۵ – ۱۱ ژوئن ۲۰۱۵) کشتی‌گیر کشتی حرفه‌ای، و فیلم‌نامه‌نویس اهل ایالات متحده آمریکا بود.
از فیلم‌ها یا برنامه‌های تلویزیونی که وی در آن نقش داشته‌است می‌توان به کشتی‌گیر اشاره کرد.
وی همچنین برندهٔ جوایزی همچون تالار شهرت دبلیو دبلیو ای شده‌است.